# Oscar de la Riva Aguado
Oscar de la Riva Aguado, andorski šahovski velemojster, * 1972, Andora.